# 世界ツーリングカーカップ
世界ツーリングカーカップ（せかいツーリングカーカップ、World Touring Car Cup）は、国際自動車連盟 (FIA) が開催している、ツーリングカーによる国際レースの名称である。1993年～1995年、2018年～2022年の2度開催されており、特に後者はWTCRの略称で知られる。運営はディスカバリースポーツイベンツ。
1987年と2005～2017年に開催されていた世界ツーリングカー選手権（World Touring Car Championship）は似て非なるシリーズであることに注意。

## 概要

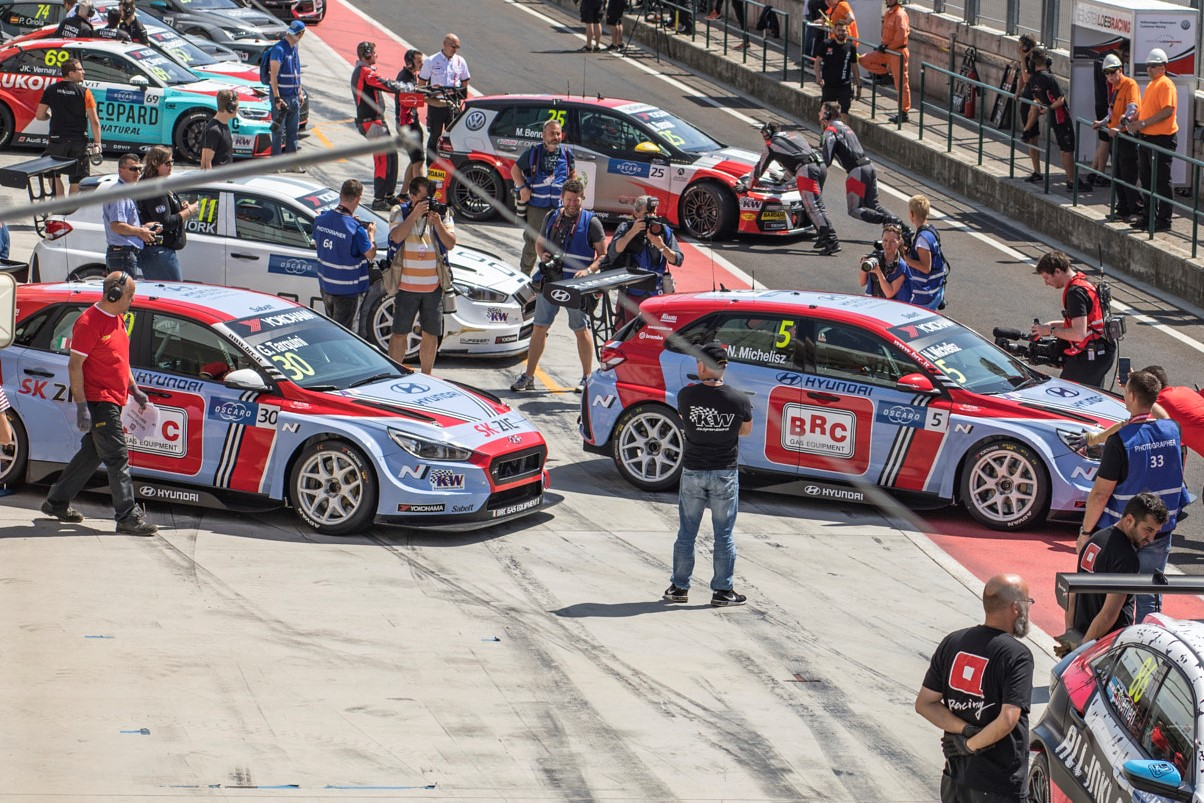
ハンガロリンク戦（2018年）

### 第一期（1993～1995年）
グループA規定に代わるものとして、イギリスツーリングカー選手権（BTCC）などで人気を集めていた『スーパーツーリング（クラス2）』規定が国際自動車連盟（FIA）規定として各国で一斉に施行された1993年から開催。厳密には1993年のみ『世界ツーリングカーチャレンジ』。
シリーズ戦では無く年1回のみの開催で、1993年はモンツァ・サーキット、1994年はドニントン・パーク、1995年はポール・リカール・サーキットで行われた。ドライバーズ・メーカーズタイトルの他に、サッカーのワールドカップを意識してか、国別対抗戦として『ネイションズカップ』が設定されており、各国のスーパーツーリングカーレースの雄たちが40台近く集まった。全日本ツーリングカー選手権（JTCC）からはスティーブ・ソパー（BMW）、アンソニー・レイド（オペル/ボクスホールが参戦した。
しかし1996年A1リンクで予定されていたレースにエントリーが集まらなかった（10台ほど）ことから、開催予定をキャンセルして消滅した。

### 第二期（2018年～2022年）
高コストなTC1規定を採用していた世界ツーリングカー選手権（WTCC）の衰退と、プライベーター向けカスタマーマシンのTCR規定の隆盛により、WTCCの消滅と入れ替わるようにTCRインターナショナルシリーズがワールドカップに発展して誕生。なおFIAにおけるワールドカップは世界選手権（ワールドチャンピオンシップ）の一つ下の格である。プロモーターはユーロスポーツ・イベンツ。
メーカーによる直接のワークス参戦は禁止されているものの、メーカーワークス系ドライバーが多数参戦しているほか、母体はプライベーターながら実態は完全にワークス化されているようなチームもあり、しばし物議を醸す。世界的なTCRの流行により、最初こそ多数のエントラントを集めていたが、近年は競争激化によりマニュファクチャラー数は減少傾向にある。
レースフォーマットは基本的にWTCCを踏襲している。レースカレンダーもWTCCに近く、マカオグランプリ（ギア・レース）など、従来WTCCとして行われていたレースが本シリーズに移行している例も多い。
タイヤは2019年まで横浜ゴム（ADVAN）のワンメイクで、2020年からはグッドイヤーが供給する。しかし2022年にタイヤの安全性に関する問題が発生し、ディフェンディングチャンピオンのLynk & Coが同年シーズン途中で電撃撤退するという事態に発展した。
それ以外にも新型コロナウイルス感染症の影響などもあり、参加エントラントがわずか12台にまで減少するなどイベントの維持が困難になってきたことから、主催者側では2022年10月に同年限りで本シリーズを終了すると発表した。主催者では、翌2023年以降、世界各地のTCRシリーズイベントから選ばれた9イベントを転戦する「TCRワールドツアー」を創設して後継とする方針を示している。

## 歴代チャンピオン
| 第一期 | 第一期                 | 第一期                                 | 第一期                       | 第一期                                | 第一期                       | 第一期       |
|        | ドライバーズ           | ドライバーズ                           | ドライバーズ                 | エントラントズ                        | エントラントズ               | ネイションズ |
| 年     | ドライバー             | 所属チーム                             | 車両                         | メーカー                              | 車両                         | 国           |
| ------ | ---------------------- | -------------------------------------- | ---------------------------- | ------------------------------------- | ---------------------------- | ------------ |
| 1993   | ポール・ラディシッチ   | フォード・チーム・モンデオ             | フォード・モンデオ           | Not Held                              | Not Held                     | イタリア     |
| 1994   | ポール・ラディシッチ   | フォード・チーム・モンデオ             | フォード・モンデオ           | BMW                                   | BMW・318i                    | ドイツ       |
| 1995   | フランク・ビエラ       | レーシング・オーガニゼーション・コース | アウディ・A4 クワトロ        | アウディ                              | アウディ・A4 クワトロ        | Not Held     |
| 第二期 |                        |                                        |                              |                                       |                              |              |
|        | ドライバーズ           | ドライバーズ                           | ドライバーズ                 | チームズ                              | チームズ                     | ネイションズ |
| 年     | ドライバー             | 所属チーム                             | 車両                         | チーム                                | 車両                         | 国           |
| 2018   | ガブリエル・タルキーニ | BRCレーシングチーム                    | ヒュンダイ・i30 N TCR        | Mレーシング-YMR                       | ヒュンダイ・i30 N TCR        | Not Held     |
| 2019   | ノルベルト・ミケリス   | BRC・ヒュンダイ N・スクアドラ・コルサ  | ヒュンダイ・i30 N TCR        | シアン・レーシング・Lynk & Co         | Lynk & Co 03 TCR             | Not Held     |
| 2020   | ヤン・エアラッシ       | シアン・レーシング・Lynk & Co          | Lynk & Co 03 TCR             | シアン・レーシング・Lynk & Co         | Lynk & Co 03 TCR             | Not Held     |
| 2021   | ヤン・エアラッシ       | シアン・レーシング・Lynk & Co          | Lynk & Co 03 TCR             | シアン・レーシング・Lynk & Co         | Lynk & Co 03 TCR             | Not Held     |
| 2022   | ミケル・アスコナ       | BRC・ヒュンダイ N・スクアドラ・コルセ  | ヒュンダイ・エラントラ N TCR | BRC・ヒュンダイ N・スクアドラ・コルセ | ヒュンダイ・エラントラ N TCR | Not Held     |